# Jim Parsons
James Joseph Parsons (født 24. marts 1973 i Houston, Texas, USA) er en amerikansk skuespiller, som har medvirket i en række film og tv serier. Han er bedst kendt for sin rolle som Sheldon Lee Cooper i den amerikanske tv serie The Big Bang Theory.

## Priser
Jim Parsons har vundet fire Emmy, en Golden Globe og en TCA Award for sin rolle som Sheldon Cooper.

## Teater
- The Balcony
- The Cherrry Orchard (1994) .... Yasha, a young man servant (Infernal Bridgroom Theatre)
- Rosencrantz and Guildenstern Are Dead (1994) .... Rosencrantz
- La Ronde (1995)
- Endgame (1995) .... Clov
- Guys and Dolls (1996) .... Rusty Charlie
- Eddie Goes to Poetry City (1996) .... Eddie (New York Theatre)
- Jack and the Future Is In Eggs (1996) .... Father Jack
- Woyzeck (1996) .... Doctor / Horse's Head
- Chilli Queen (1997) .... Buddy
- Camino Real (1997) .... Baron (Infernal Bridegroom Theatre)
- Last Rites (1997) .... Tiger Clean
- Threepenny Opera (1998) .... MacHeath
- Bellow The Bell (1998) .... Dobbitt
- In the Jungle of the Cities (1998) .... J. Finnay
- Tamalalia 3: The Coctail Party (1998) .... Psychotic psychiatrist
- King Ubu is King (1998) .... Tom, Mister Nice Guy
- Marie and Bruce (1999) .... Herb / Fred / Waiter
- What Happened Was (2002) .... Jackie (The Paradise Theatre)
- The Castle (2002) .... Jeremiah (New York Theatre)
- Tartuffe (2002) .... Valère (La Jolla Playhouse)
- The Love for Three Oranges (Gozzi) (2004) .... Prince Tartaglia (La Jolla Playhouse)
- The Normal Heart (2011) .... Tommy Boatwright (John Golden Theatre)[1]
- Harvey (2012) .... Elwood Dowd (Studio 54)

## Privatliv
Parsons fortalte blandt andet i et interview fra 2012 om sin rolle som Tommy Boatwright i The Normal Heart på Broadway, at han selv er homoseksuel.